# 底抜けもててもてて
『底抜けもててもてて』（原題：The Ladies Man）は、1961年に公開されたジェリー・ルイス主演・監督のアメリカ合衆国のコメディ映画。
本作のため、ドールハウスのように室内を覗ける4階建ての邸宅のセットが作られた。構造は、合計で長さ177フィート、幅154フィート、高さ36フィート。構築費用は50万ドル（2019年時点での338万ドルに相当）かかったという。

## キャスト
| 役名                 | 俳優                     | 日本語吹替 |
| 役名                 | 俳優                     | フジテレビ版 |
| -------------------- | ------------------------ | --- |
| ハービー             | ジェリー・ルイス         | 近石真介 |
| ヘレン               | ヘレン・トローベル       | 公卿敬子 |
| ケイティ             | キャスリーン・フリーマン | 林洋子 |
| ホープ               | ホープ・ホリディ         | 加藤みどり |
| ジョージ・ラフト     | 本人                     | 大木民夫 |
| ハリー・ジェームズ   | 本人                     | |
| マーティ・インゲルス | 本人                     | |
| フェイ               | パット・スタンリー       | |
| ウィラード           | バティ・レスター         | |
| グロリア             | グロリア・ジーン         | |
| 不明 その他          |                          | 上田敏也 荘司美代子 国坂伸 杉弥生 石井敏郎 雨森雅司 油谷さわ子 木村令子 山本嘉子 西沢和子 坂井すみ江 小谷野美智子 白川澄子 城山堅 宮内幸平 斎藤真 |
|                      |                          | |
| 演出                 | 演出                     | 滝山照生 |
| 翻訳                 | 翻訳                     | 宇津木道子 |
| 効果                 | 効果                     | TFC |
| 調整                 | 調整                     | 遠矢征男 |
| 制作                 | 制作                     | 東北新社 |
| 解説                 |                          | |
| 初回放送             | 初回放送                 | 1972年1月23日 『サンデー洋画劇場』 |

## スタッフ
- 監督・製作：ジェリー・ルイス
- 脚本：ジェリー・ルイス、ビル・リッチモンド
- 撮影：W・ウォレース・ケリー
- 編集：スタンリー・E・ジョンソン
- 音楽：ウォルター・シャーフ